# Прабути
Прабу́ти (пол. Prabuty, нім. Riesenburg) — місто в північній Польщі.
Належить до Квідзинського повіту Поморського воєводства.

## Демографія
Демографічна структура станом на 31 березня 2011 року:
|          | Загалом | Допрацездатний вік | Працездатний вік | Постпрацездатний вік |
| -------- | ------- | ------------------ | ---------------- | -------------------- |
| Чоловіки | 4328    | 938                | 3042             | 348                  |
| Жінки    | 4545    | 846                | 2834             | 865                  |
| Разом    | 8873    | 1784               | 5876             | 1213                 |